# 富江利直
富江 利直（とみえ としなお、1910年〈明治43年〉8月15日 - 没年不明）は、新潟県糸魚川市出身の陸上競技（中距離走）選手。1936年ベルリンオリンピックに800メートル競走と1500メートル競走で出場した。

## 経歴
新潟県西頸城郡糸魚川町大町（現在の糸魚川市大町）出身。糸魚川小学校を経て、糸魚川中学校（現在の新潟県立糸魚川高等学校）卒業。明治大学に進学。
明治大学体育会競走部に所属し、1931年・1932年には日本学生陸上競技対校選手権大会（インカレ）800m走で優勝。東京箱根間往復大学駅伝競走（箱根駅伝）には1931年の第12回大会から1935年の第16回大会まで4回出場している（1934年の第15回には出走していない）。800m走では、1932年に日本陸上競技選手権大会で2位となったほか、フィンランドとの国際競技会（日芬国際対抗）で優勝するなどの活躍を残しており、1932年ランキング2位（1分59秒8）となっている。1934年には第10回極東選手権競技大会に出場した。
明治大学卒業後、1936年のベルリンオリンピックでは800メートル競走と1500メートル競走に出場（所属は仙台鉄道管理局）。800m走では予選で落選（1分59秒8）、1500m走では予選で途中棄権した。
1937年の第24回日本陸上競技選手権大会では800m走で優勝（2分1秒1）。

## 備考
- 糸魚川出身の歌人・相馬御風の子とは友人関係であった[11]。オリンピック出場の際には御風から「かちまけは 心にかけず 敷島の 大和をのこの 意気かがやかせ」との歌を贈られている[11]
- オリンピックの際に持ち帰った五輪記念旗を母校の糸魚川小学校に貸し出していたが、創立記念行事で展示された後に行方がわからなくなっていたものが2010年に40年ぶりに見つかっている。